# Kolonialdistrikt Godhavn
Der Kolonialdistrikt Godhavn war ein Kolonialdistrikt in Grönland. Er bestand von 1773 bis 1950.

## Lage
Der Kolonialdistrikt Godhavn umfasste die südliche und westliche Küste der Diskoinsel, während der nordöstliche Teil zum Kolonialdistrikt Ritenbenk gehörte. Zudem war die südlich der Insel gelegene Inselgruppe Kitsissut Teil des Kolonialdistrikts.

## Geschichte

### Bis zur Kolonialzeit
Der Distrikt wurde im Mittelalter von den Grænlendingar besucht. Sie nannten die Diskoinsel Bjarney („Bäreninsel“) und betrieben dort Jagd oder sammelten Treibholz. Möglicherweise überwinterten sie auch dort. Archäologische Spuren an der später nicht mehr bewohnten Nordwestküste zeigen auch, dass die Insel früh von Inuit bewohnt war.
Im 17. Jahrhundert wurde die Diskoinsel von holländischen Walfängern neu entdeckt. Sie jagten in der Diskobucht und trieben Handel mit den Grönländern. Lourens Feykes Haan beschrieb Anfang des 18. Jahrhunderts vor allem die späteren Orte Aamaruutissat, Fortunebay, Qeqertarsuaq und Imerissoq. 1736 besuchte Poul Egede erstmals Kitsissut, wo er Grönländer und holländische Gräber fand. Svend Sandgreen deutete darauf hin, dass Holländer teils sogar in der Gegend lebten. Es heißt auch, dass die Holländer die Grönländer bedrohten oder bestahlen. 1739 töteten im Gegenzug einige Grönländer eine Gruppe holländischer Matrosen. Mitte des 18. Jahrhunderts begannen auch hamburgische und englische Walfänger in der Diskobucht tätig zu werden. Poul Egede berichtete 1738 von über 200 Grönländern in Qeqertarsuaq und vielen weiteren auf Kitsissut.
Nachdem 1734 die Kolonie Christianshaab gegründet worden war, begannen Dänen bald mit Handels- und Jagdfahrten zur Diskoinsel und Kitsissut. 1750 erwog man eine Loge auf Kitsissut zu errichten, um den Holländern bei ihrem Handel mit den Grönländern zuvorzukommen, was nicht realisiert wurde.

### Frühe Kolonialzeit
Erst 1773 wurde auf Vorschlag von Kaufmann Johannes Pedersen Dorf wurde in Qeqertarsuaq von Svend Sandgreen die Loge Godhavn gegründet. In ihr wurde intensiv Walfang betrieben. Unterhalb der Loge wurden 1778 Walfängeranlagen in Fortunebay und Kitsissut gegründet. 1782 wurde eine weitere Anlage direkt bei der Loge gebaut. Im selben Jahr wurde Godhavn zum Sitz des nordgrönländischen Inspektors. Ebenfalls 1782 wurde die Loge in Kitsissut selbstständig und schied aus dem Kolonialdistrikt Godhavn aus.
Die Einwohnerzahl des Kolonialdistrikts sank bei der Epidemie von 1774/75 stark. 1777 lebten 22 Familien mit 180 Personen in Qeqertarsuaq und Wohnplätzen östlich davon, darunter Marraq. Bei der großen Epidemie von 1785/86 ging die Einwohnerzahl ein weiteres Mal zurück. 1799 lebten 28 Menschen in der Loge, 157 in der Anlage und 14 in Fortunebay, was zusammen 199 Einwohner macht. 1805 hatte der Kolonialdistrikt 182 Einwohner, von denen 165 in Qeqertarsuaq und 17 im Fjord Kangerluk lebten.
In den ersten Jahren war die Lage trotz guter Erträge schwierig. Dänen, Holländer, Hamburger und Engländer konkurrierten in der Diskobucht um die Wale und teilweise kam es sogar zu Überfällen aufeinander. Die Dänen berichteten darüber hinaus, wie die Engländer die Grönländer mit ihrem Alkohol betrunken machten und dann auf einsamen Inseln aussetzten, wo sie erfroren oder ertranken, sodass die Engländer ihre Häuser plündern konnten. Die dänische Regierung sollte die Lage schließlich in den Griff bekommen, als sie um 1790 die Schiffe bewaffnen ließ. Schließlich waren nur noch Engländer als dänische Konkurrenz in der Diskobucht tätig und auch sie zogen sich Anfang des 19. Jahrhunderts zurück.
Aber auch intern gab es Konkurrenz. Vor allem durch die beiden Anlagen und die Loge an der Südküste der Diskoinsel waren die Erträge jeder Walfängerstation zu gering. 1789 wurden die beiden Anlagen zusammengeschlossen und am 1. Juli 1791 wurde Fortunebay aufgegeben. Die Anlage und die Loge in Qeqertarsuaq erhielten eine gemeinsame Buchhaltung, 1802 wurde auch das Personal vereinigt. Von den 1790er Jahren bis 1804 stiegen die Jagderträge an, gingen danach aber zurück. Vor allem unter dem Krieg von 1807 bis 1814 litt die Wirtschaft. In den ersten Jahren nach dem Krieg wurden wieder recht viele Wale gefangen, aber ab den 1830er Jahren war der Walfang quasi erfolglos. 1851 wurde die Anlage aufgegeben.
Abgesehen vom Walfang war die wirtschaftliche Lage noch schwieriger. Die Gegend war wenig bewohnt, sodass Handel mit den Grönländern nicht sehr lohnte. Dazu kam der Schleichhandel zwischen Engländern und Grönländern, die bei den Dänen für große Einbußen sorgten. Seehund- und Fischfang waren erfolglos. 1792 begann man nahe dem heutigen Kangerluk mit dem Garnfang und 1796 in Fortunebay, aber alle Versuche wurden bald aufgegeben. Etwa ab den 1830er Jahren war die wirtschaftliche Lage so schwierig, dass der Distrikt drohte aufgegeben werden zu müssen. Erst durch die Mitte des 19. Jahrhunderts gegründeten Udsteder in Kitsissut (das 1830 wieder an Godhavn gefallen war), am Kangerluk, in Fortunebay und Aamaruutissat verbesserte sich die Situation.
Der Kolonialdistrikt Godhavn hatte keine bedeutende Rolle im Missionswesen inne. Nur kurze Zeit am Ende des 18. Jahrhunderts gab es einen Missionar in Qeqertarsuaq. Folglich war ein großer Teil der Bevölkerung auch überdurchschnittlich lange noch heidnisch. Erst in den 1830er Jahren waren die letzten Grönländer auf der Diskoinsel getauft. Ab 1799 war der Kolonialdistrikt ein Teil des Missionariats der Kolonie Egedesminde. Erst 1909 wurde ein eigener Pastor angestellt.
Von 1793 bis 1827 war Qeqertarsuaq der Sitz des nordgrönländischen Arztes, bevor dieser nach Ilimanaq versetzt wurde.
1821 lebten 187 Menschen im Kolonialdistrikt, davon 176 in Qeqertarsuaq und 11 am Kangerluk. 1850 war die Einwohnerzahl auf 257 gestiegen, von denen 123 in Qeqertarsuaq, 25 in Fortunebay, 19 am Kangerluk und 90 auf Kitsissut lebten.
Die Diskoinsel war schon immer ein bedeutender Ort für den Kohleabbau. 1776 wurden im Kolonialdistrikt Godhavn erstmals Kohlelager bei Aamaruutissat untersucht und 1791 bei Marraq. 1836 plante man einen dauerhaften Abbau in Marraq, aber im selben Jahr sanken zwei Schiffe dort und schließlich wurde ab 1837 in Aamaruutissat Kohle unter der Leitung zweier Färinger abgebaut. Die Erträge waren gut, aber 1841 sank das Kohlenschiff und der Kohleabbau wurde zwei Jahre darauf wieder aufgegeben.

### Neuere Geschichte
1911 wurde der Kolonialdistrikt Godhavn in vier Gemeinden geteilt. Keine der vier Gemeinden Godhavn, Diskofjorden und Skansen und Kronprinsens Ejland hatte einen zugehörigen Wohnplatz. Alle Gemeinden waren Teil des 7. Landesratswahlkreises Nordgrönlands.
Bei der Verwaltungsreform 1950 wurde der Kolonialdistrikt Godhavn zur Gemeinde Qeqertarsuaq.

## Orte
Folgende Orte lagen im Kolonialdistrikt Godhavn:
- Aamaruutissat
- Fortunebay
- Ikerasaarsuk
- Imerissoq
- Kangerluk (Eqqitsoq, Illu, Illunnguaq, Maligiaq, Naanngisat, Qivittut, Sioraq, Upernavik)
- Kitsissut
- Qeqertarsuaq (inkl. Godhavns Næs)